# Wilhelm Stettler

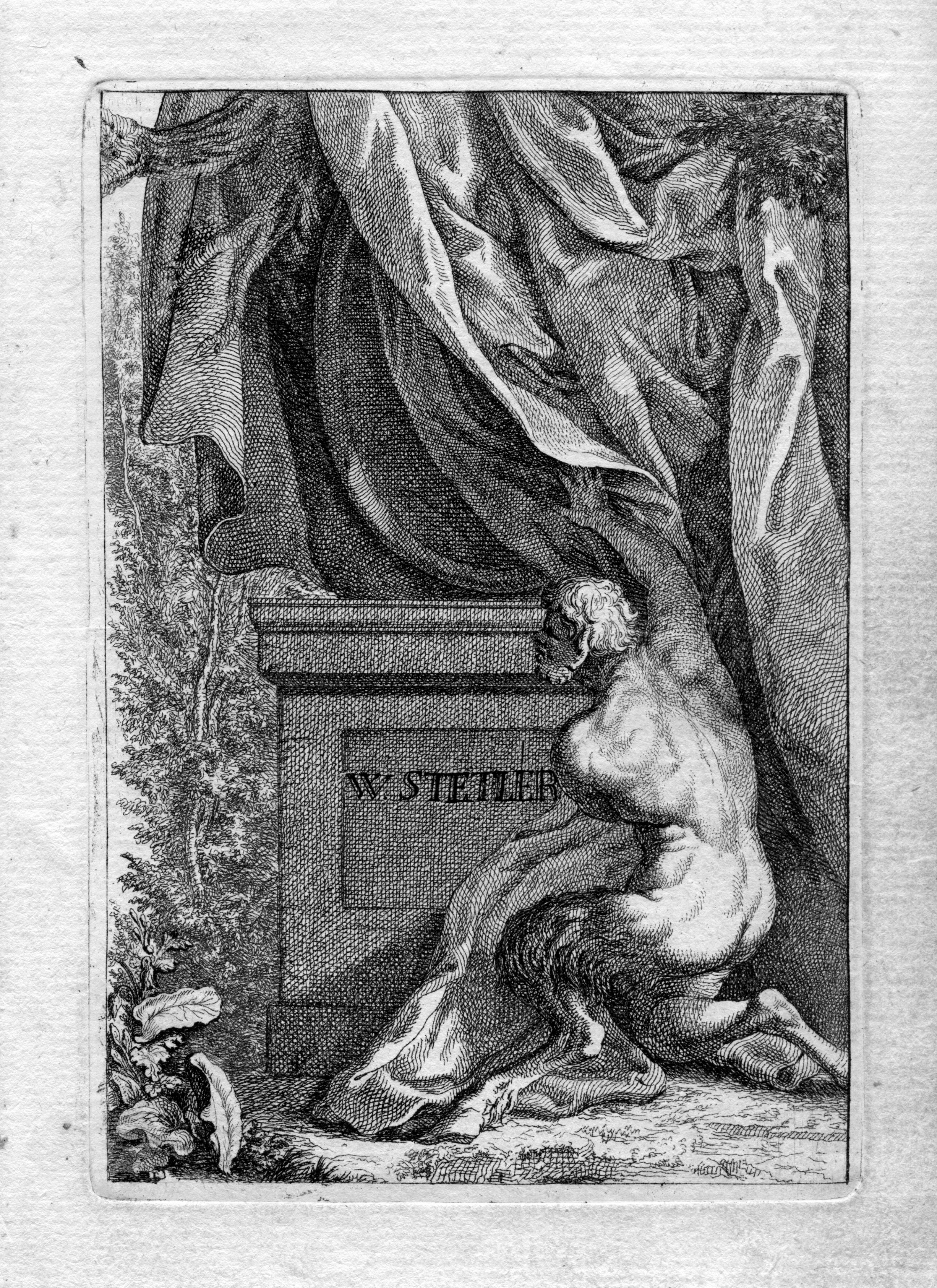
Wilhelm Stettler

Wilhelm Stettler (getauft 12. März 1643 in Bern; † vor dem 9. Februar 1708 ebenda) war ein Schweizer Miniaturmaler und Barockmaler.
Wilhelm war der Enkel des Chronisten Michael Stettler (1580–1642). Angeregt durch den lothringischen Goldschmied Claude Pivard, wandte er sich der Kunst zu und nahm in Bern Zeichenunterricht bei Joseph Werner und Jakob Wäber. Bei Conrad Meyer in Zürich erlernte er die Ätzkunst und reiste später nach Versailles. Als Geselle Joseph Werners kam er mit den Werken von Le Brun und Poussin in Berührung.